# Karsko morje
Karsko moje (rusko Карское море, latinizirano: Karskoe more) je robno morje Arktičnega oceana. Leži na severu zahodne Sibirije. V celoti se nahaja na območju Ruske federacije. 
Od Arktičnega oceana ga na zahodu omejuje otočje Nova dežela (Новая Земля) in Barentsovo morje na vzhodu pa otočje Severna dežela (Северная Земля) z največjim otokom, Otokom oktobrske revolucije.
Večji naselbini ob obali Karskega morja sta Dikson (Диксон) in Novi Port (Новый Порт).   
V morje se izliva sedma najdaljša reka na svetu - veletok Ob, ki predstavlja velik stalen vir sladke vode. 
Največji zaliv Karskega morja je Obski zaliv (Обская губа), ki se prične z ustjem reke Ob in predstavlja njen okrog 600 km dolg estuarij, drug pa je nekoliko manjši Jenisejski zaliv, estuarij reke Jenisej, vzhodno do njega.  